# Quần đảo Raja Ampat
Quần đảo Raja Ampat, nằm ngoài khơi mũi tây bắc của bán đảo Đầu Chim thuộc đảo New Guinea, là một nhóm đảo gồm hơn 1.500 hòn đảo nhỏ, cồn cát, bãi cạn bao quanh 4 hòn đảo chính là Misool, Salawati, Batanta, Waigeo và hòn đảo nhỏ hơn, Kofiau. Hầu hết các đảo nằm ở khu vực Nam bán cầu, một số hòn đảo nhỏ là cực bắc của châu Úc. Diện tích đất liền và biển chiếm hơn 40.000 km². 

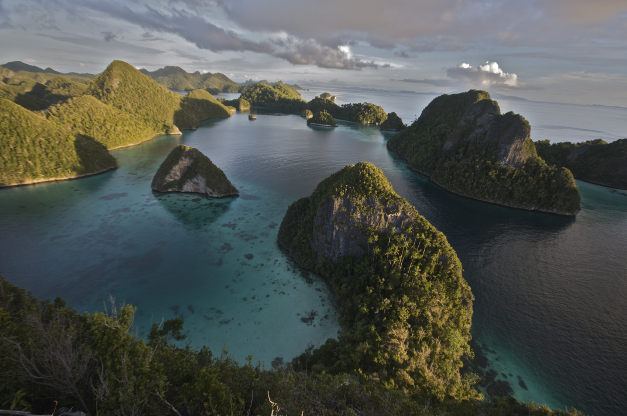
Toàn cảnh Raja Ampat

Huyện Raja Ampat bao gồm 4 đảo chính của quần đảo này và một số đảo nằm ở phía tây bắc của tỉnh Tây Papua, vốn được tách ra khỏi huyện Sorong vào năm 2004. Vào năm 2013, Raja Ampat được đề xuất chia thành 3 huyện nhỏ hơn, bao gồm Bắc Raja Ampat (Waigeo và các đảo nhỏ xung quanh), Nam Raja Ampat (Misool và Kofiau, cùng các đảo nhỏ xung quanh), và quận Selat Sagawin (phía bắc đảo Salawati và toàn bộ đảo Batanta, riêng phía nam Salawati vẫn nằm trong huyện Sorong).

## Lịch sử
Cái tên Raja Ampat (Raja nghĩa là"vua", và empat là"bốn", tức"bốn vị vua") xuất phát từ một thần thoại của địa phương kể về một người phụ nữ tìm thấy 7 quả trứng. Bốn trong số đó nở ra những vị vua cai quản 4 hòn đảo lớn nhất của Raja Ampat, trong khi 3 quả còn lại nở ra một con quỷ, một người phụ nữ và một hòn đá.
Raja Ampat trước kia từng là một phần của Vương quốc Tidore, một vương quốc có uy thế tại Maluku. Hà Lan đã tuyên bố chủ quyền trên quần đảo này sau khi xâm chiếm Maluku. Quang cảnh Raja Ampat lần đầu được ghi lại bởi nhà thám hiểm người Bồ Đào Nha, Jorge de Menezes, vào năm 1526, khi ông và các thủy thủ trên đường từ Biak đến Halmahera.

## Dân số
Người dân ở đây sống trong các bộ lạc rải rác khắp các đảo. Họ sống chủ yếu bằng nghề đánh bắt cá. Người Raja Ampat có nhiều nét tương đồng với người Ambon hơn người Papua. Những người dân ở đây theo đạo Hồi và cả đạo Thiên Chúa.

## Địa lý và sinh thái học

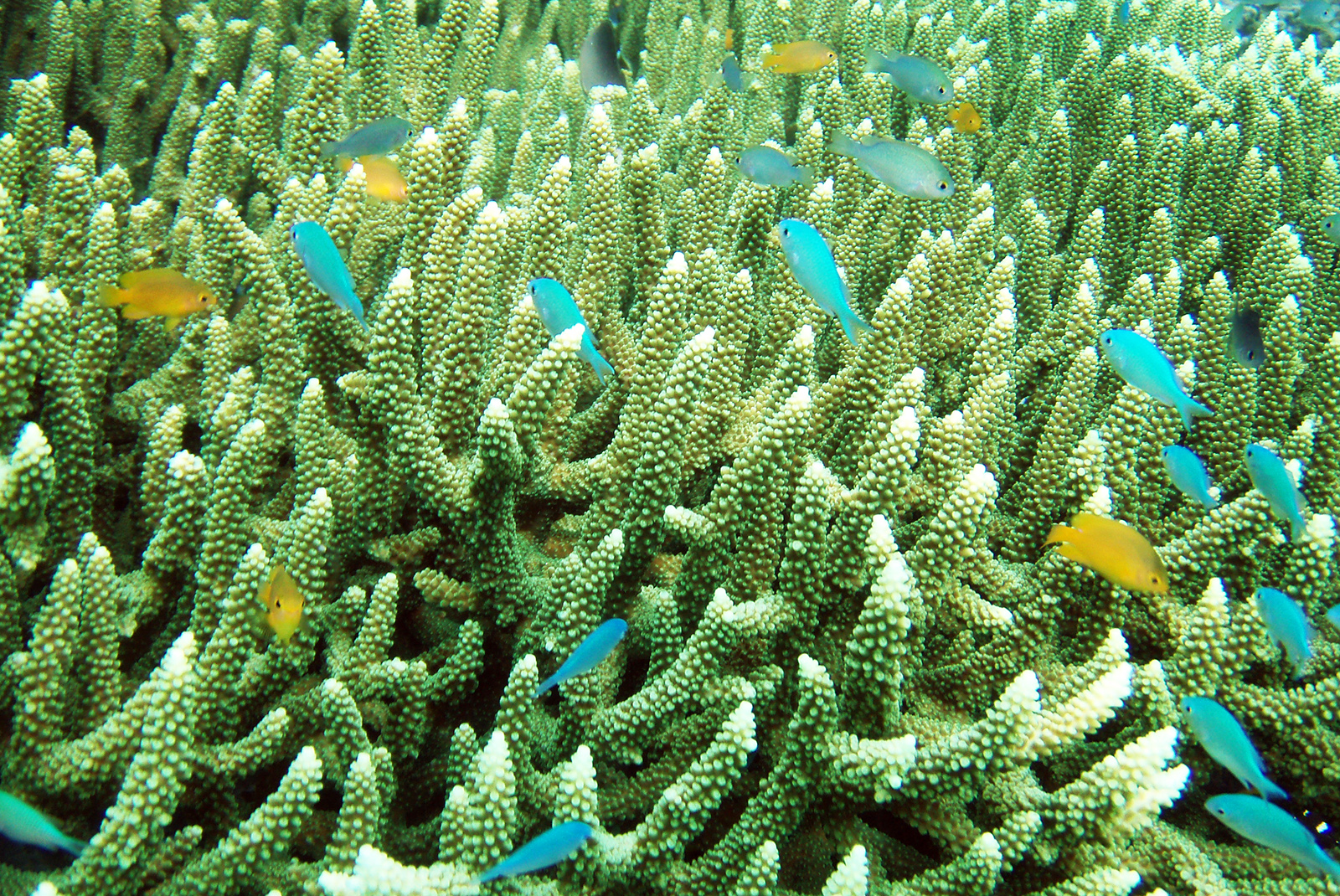
Hệ sinh thái biển ở Raja Ampat

Quần đảo Raja Ampat được ghi nhận là nơi đa dạng sinh vật biển bậc nhất trên thế giới, theo Tổ chức Bảo tồn Quốc tế. Sự đa dạng của nơi đây lớn hơn đáng kể so với bất kỳ khu vực nào khác thuộc khu vực Tam giác San Hô. Raja Ampat cũng là nơi sở hữu hệ sinh thái rạn san hô phong phú nhất thế giới.

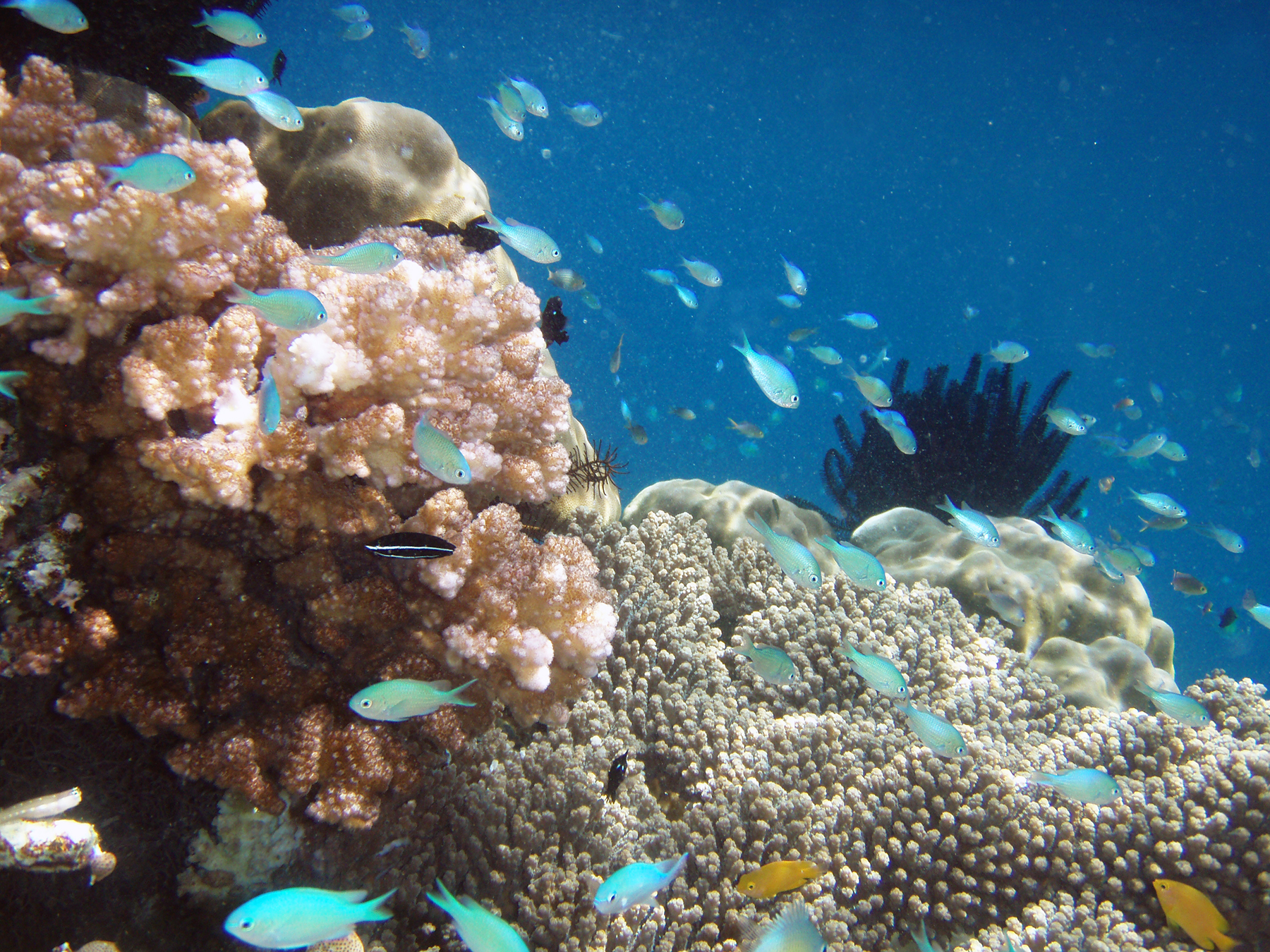
Hệ sinh thái biển ở Raja Ampat

Có hơn 1.500 loài cá, 537 loài san hô và 699 loài nhuyễn thể được tìm thấy tại Raja Ampat. Đáng chú ý là 96% số lượng san hô cứng được ghi nhận tại Indonesia đều có mặt tại Raja Ampat và 75% trong số đó có mặt trên toàn thế giới. Quần đảo Raja Ampat có ít nhất 3 hồ sứa vô hại, tất cả đều nằm tại đảo Misool.
Nhiều loài vật quý hiếm và có nguy cơ tuyệt chủng như cá cúi, cá voi, cá nhà táng, cá heo và cá voi sát thủ cũng có mặt tại đây.

## Nhiệt độ
Các đảo ở Raja Ampat có nhiệt độ dao động trong khoảng từ 20 đến 33 °C.